# Ievguenia Volkova
Pour les articles homonymes, voir Volkova.
Ievguenia Dmitrievna Volkova (en russe : Евгения Дмитриевна Волкова), née Seledtsova le 19 octobre 1987 à Oziorsk, est une biathlète russe.

## Carrière
En 2006, elle fait ses débuts internationaux aux Championnats du monde junior et y gagne une médaille d'argent sur le relais. En 2007, elle gagne sa première course individuelle à Torsby dans l'IBU Cup junior.
Aux Championnats d'Europe 2012, elle décroche sa première médaille chez les séniors avec la médaille d'argent sur le relais. En 2014, elle remporte son unique victoire dans l'IBU Cup au sprint de Beitostølen. Cet hiver, elle fait sa première apparition dans la Coupe du monde à Pokljuka, où elle marque ses premiers points (39e). Un mois plus tard, elle améliore ce résultat par une 31e place au sprint de Ruhpolding. Elle n'est plus active au niveau international après cette saison.

## Vie privée
En 2014, elle se marie avec le biathlète russe Aleksey Volkov.

## Palmarès

### Coupe du monde
- Meilleur classement général : 83e en 2015.
- Meilleur résultat individuel : 31e.

#### Différents classements en Coupe du monde
| Année     | Classement général final | Sprint | Poursuite | Individuel | Mass start |
| 2014-2015 | 83e                      | 77e    | 79e       | -          | -          |

### Championnats d'Europe
- Médaille d'argent du relais en 2012.

### Championnats du monde junior
- Médaille d'argent du relais en 2006.

### IBU Cup
- 2 podiums, dont 1 victoire.